# Cecil Bruce Robertson
Cecil Bruce Robertson, britanski general, * 8. marec 1897, † 4. december 1977, Newton Abbot, Devon, Anglija.